# Calea ferată Carei–Zalău–Jibou
Calea ferată Carei–Sărmășag–Zalău–Jibou este o cale ferată secundară în România. Ea traversează regiunea istorică Crișana, pe valea râului Zalău. 

## Istorie
Calea ferată Debrecen–Carei a fost inaugurată la 5 iunie 1871. În ședința parlamentului de la Budapesta de la 7 februarie 1873 deputatul Gheorghe Pop de Băsești a arătat necesitatea construirii unui drum de fier în Comitatul Sălaj. 
La 23 decembrie 1887 a avut loc deschiderea liniei de cale ferată Carei-Zalău.
În 1890 calea ferată s-a conectat la calea ferată Dej–Jibou–Zalău. 